# Mladena Gavran
Mladena Gavran (Varaždin, 1959.) hrvatska je kazališna, televizijska i filmska glumica. Rođena je u Varaždinu 1959. godine, u kojem je pohađala osnovnu i srednju glazbenu školu, smjer violina. Diplomirala je glumu 1988. na zagrebačkoj Akademiji dramske umjetnosti. Supruga je hrvatskog književnika i dramatičara Mire Gavrana, s kojim ima sina Jakova, također glumca.

## Kazališni rad
Mladena Gavran ostvarila je niz zapaženih uloga u kazališnim predstavama, za koje je osvojila više nagrada. Od 1991. do 2005. godine bila je članicom ansambla Teatra &TD. Glumila u varaždinskom HNK-u, bila njegovom članicom jednu sezonu, potom u Teatru u gostima, Histrionima, Popularnom kazalištu Ive Serdara, Gradskom kazalištu „Komedija“, Epilog Teatru i Teatru Gavran, koji sa svojim suprugom Mirom Gavranom pokreće 2002. godine. S putujućim kazalištima obišla je stotine gradova u Hrvatskoj i inozemstvu. Organizacijska je voditeljica Teatra Gavran i idejna začetnica i utemeljiteljica Zagrebačkog festivala monodrame.

### Kazališne uloge
- M. Gavran: Agencija za sreću (2024.), Teatar Gavran
- M. Gavran: Na kavici u podne (2021.), Teatar Gavran
- M. Gavran: Parovi (2016.), Teatar Gavran
- M. Gavran: Sladoled (2014.), Teatar Gavran
- M. Gavran: Pandorina kutijica (2010.), Teatar Gavran
- M. Gavran: Najluđa predstava na svijetu (2009.), Teatar Gavran
- M. Gavran: Papučari (2007.), Teatar Gavran
- M. Gavran: Zabranjeno smijanje (2004.), Teatar Gavran
- A. Šenoa: Ljubica (2004.), Glumačka družina Histrion
- M. Gavran: Hotel Babilon (2002.), Teatar Gavran
- M. Gavran: Sve o ženama (2000.), Epilog teatar
- C. Churchill: Top Girls (1999.), Teatar &TD
- B. Senker: Cabaret &TD (1999.), Teatar &TD
- M. Gavran: Veseli četverokut (1998.), Epilog teatar
- M. Begović: Begović cabaret (1997.), Teatar &TD
- J. W. Goethe: Ifigenija (1995.), Teatar &TD
- M. Gavran: Deložacija (1995.), Teatar &TD i Epilog teatar
- W. Shakespeare: Tit Andronik (1992.), Teatar &TD
- J. Kilty: Dragi lažljivče (1991.), Teatar &TD
- M. Gavran: Ljubavi Georgea Washingtona (1988.), Epilog teatar
- C. Goldoni/Damir Mađarić: Lukava udovica (1987.), Teatar &TD

### Kazališne režije
Uz glumački rad, ostvarila je i osam režija kazališnih predstava za odrasle, koje su imale brojne reprizne izvedbe te su bile dobro prihvaćene od publike i kritike, kao i triju predstava za djecu.

#### Predstave za odrasle
- M. Gavran: Sve o muškarcima (2006., prva postava), Teatar Gavran[3]
- M. Gavran: Najluđa predstava na svijetu (2009.), Teatar Gavran[4]
- M. Gavran: Lutka (2012.), Teatar Gavran[5]
- M. Gavran: Sve o ženama (2018.), Teatar Gavran[6]
- M. Gavran: Sve o muškarcima (2019., druga postava), Teatar Gavran[7]
- M. Gavran: Glasnogovornik (2022.), Teatar Gavran[8]
- M: Gavran: Agencija za sreću (2024.), Teatar Gavran[9]
- M. Gavran: Zabranjeno smijanje (2025., druga postava), Teatar Gavran[10]

#### Predstave za djecu
- M. Gavran: Začarani violinist
- M. Gavran: Bjelobradi nosi darove[11]
- M. Gavran: Zeko eko traži mamu[12]

## Nagrade
Pet je puta nagrađena kao vrsna komičarka na Danima satire Fadila Hadžića za uloge ostvarene u predstavama "Deložacija", "Cabaret &TD", "Veseli četverokut", "Hotel Babilon" i "Ljubica". Trostruka je dobitnica Nagrade "Fabijan Šovagović" na Festivalu glumca u Vinkovcima, osvojila je i Nagradu publike na Festivalu „Zlatni lav“ u Umagu za monodramu Hotel Babilon u kojoj igra jedanaest uloga te Nagradu Zlatna murva na Festivalu „Glumište pod murvom“ u Skradinu, dok je za interpretaciju Ljubice proglašena „Najhistrionkom“. Za ulogu Goetheove Ifigenije nagrađena je Nagradom „Veljko Maričić“ za glavnu žensku ulogu na Festivalu malih scena u Rijeci.  Za dvanaest uloga odigranih u monokomediji Najluđa predstava na svijetu dobila je godišnju Nagradu „Vladimir Nazor“.

## Filmografija

### Televizijske uloge
- Velo misto (1980.)
- Nepokoreni grad (1982.)
- Zamke (1983.) kao supruga teklića Šime
- Ljubavi Georgea Washingtona (2001.) (2001.) kao Silvia Carver
- Osvajanja Ljudevita Posavca (2004.)
- Jugoistočno od razuma (2013.) kao Vesna
- Počivali u miru (2015.) kao pulmologinja
- Pogrešan čovjek (2018.) kao Vesna

### Filmske uloge
- Poglavlje iz života Augusta Šenoe (1981.) kao Slava Ištvanić
- Samo jednom se ljubi (1981.)
- Budite isti za 20 godina (1985.) kao Dragana
- Djed i baka se rastaju (1996.) kao Emilija
- Bella Biondina (2011.) kao Violina
- Samoća (2024.) kao medicinska sestra

## Vanjske poveznice
- Mladena Gavran u internetskoj bazi filmova IMDb-u (engl.)
- Službena stranica  Arhivirana inačica izvorne stranice od 18. travnja 2015. (Wayback Machine)
- Intervju s glumicom  Arhivirana inačica izvorne stranice od 22. studenoga 2009. (Wayback Machine) u Gloriji